# کندرا سندرلاند
کندرا سندرلاند (انگلیسی: Kendra Sunderland؛ زادهٔ ۱۶ ژوئن ۱۹۹۵) بازیگر پورنوگرافی اهل ایالات متحده آمریکا است. وی از سال ۲۰۱۵ میلادی تاکنون مشغول فعالیت بوده‌است.
وی همچنین برندهٔ جوایزی همچون جایزه ای‌وی‌ان شده‌است.